# Hounded (The Walking Dead)
«Perseguido» —título original en inglés: «Hounded»— es el sexto episodio de la tercera temporada de la serie de terror y apocalíptica The Walking Dead.
Se emitió en AMC en los Estados Unidos el 18 de noviembre de 2012, en España, el 19 de noviembre, y en Latinoamérica el 20 de noviembre del mismo año por FOX International. El episodio fue dirigido por Dan Attias y el guion estuvo a cargo de Scott M. Gimple. respectivamente por FOX International. El episodio está dirigido por Dan Attias y el guion estuvo a cargo de Scott M. Gimple.
En este episodio, Rick continúa con su lucha interna al intentar superar la muerte de Lori y su esperanza se le presenta al recibir llamadas telefónicas de un grupo de sobrevivientes. Michonne, convertida en una clara enemiga de Woodbury lucha por su vida contra los súbditos del Gobernador, mientras que la relación de Andrea con el malvado líder del pueblo crece a un nuevo nivel.

## Argumento

### Prisión
Rick (Andrew Lincoln), aún tratando de lidiar con la muerte de su esposa, Lori (Sarah Wayne Callies) después del parto, está sola en la sala de calderas de la prisión donde murió cuando suena el teléfono, el lo responde para escuchar la voz de Amy (Emma Bell) diciéndole que está en un lugar seguro y que volverá a llamar más tarde, más tarde, una segunda llamada de Jim (Andrew Rothenberg) le pide que explique su justificación para matar a otras personas y lo regaña por negarse a hablar sobre la muerte de Lori antes de abandonar la llamada. Una tercera llamada de Jacqui (Jeryl Prescott Sales) atrae a Rick para tratar de explicar su negativa a hablar sobre la muerte de Lori; finalmente, la última llamada es de Lori; se da cuenta de que estas llamadas han venido de aquellos que han muerto, y que todos imaginaron como parte de su dolor. Él sale de la sala de calderas, se limpia y va a unirse al resto del grupo, viendo a su hija por primera vez desde que vio a Maggie llevándola al patio después de que ella naciera.
Rick ve a Michonne esperando pacientemente fuera con suministros para la recién nacida, las agallas del caminante que cubría para ocultar su presencia de los caminantes que rodean la prisión. En el interior, Daryl (Norman Reedus) y Oscar (Vincent Ward) están limpiándola de los caminantes cuando divisan a uno con el cuchillo de Carol (Melissa McBride), que pensaban que había muerto cuando los caminantes infestaron la prisión, al ver una puerta asegurada cerca, la abren y descubren a Carol adentro, agotada pero viva.

### Woodbury
En Woodbury, Andrea (Laurie Holden) es voluntaria para el servicio de vigilancia y está entrenada para usar un arco y una flecha por uno de los guardias de la ciudad, Haley (Alexa Nikolas), cuando un caminante se aproxima y sus flechas no se caen, Andrea salta sobre la pared y mata al caminante con un cuchillo, ella es castigada por Haley por romper las reglas y llamó al Gobernador (David Morrissey). Andrea dice que haber visto la pelea entre Merle (Michael Rooker) y Martínez (José Pablo Cantillo) la noche anterior la había endulzado. Andrea pasa la noche con el Gobernador y tienen sexo.
Mientras tanto, Merle, Tim (Lawrence Kao), Crowley (Arther Bridgers) y Neil Gargulio (Dave Davis), habitantes de Woodbury, han sido encargados por el Gobernador para localizar y matar a Michonne (Danai Gurira), que había dejado la ciudad, Ella los embosca, matando a Crowley decapitandolo y a Tim apuñalandolo con su katana, Merle le dispara a Michonne en la pierna y le cae un rose de bala y luego sale corriendo. Merle se queda con el inexperto y tímido Gargulio para rastrearla. Merle continúa con la persecución y finalmente los dos se pelean, la pelea atrae a los caminantes que los inmovilizan. Michonne escapa cortándole el vientre a una caminante, derramando sus entrañas sobre ella y permitiéndole huir desapercibida, mientras que Gargulio ayuda a Merle a liberarse. Reconociendo que Michonne se dirige a una zona roja, Merle cancela la búsqueda y regresa a Woodbury, con la intención de decir que mató a Michonne, Gargulio se niega a mentirle al Gobernador, lo que obliga a Merle a matarlo. Merle y Michonne convergen por separado en un centro comercial donde Glenn (Steven Yeun) y Maggie (Lauren Cohan) están reuniendo suministros para la recién nacida, Michonne permanece oculta cuando Merle se acerca a los dos reconociendo a Glenn como parte del grupo de Rick que lo dejó morir en Atlanta, Él obliga a los dos a llevarlo de vuelta a Woodbury. Michonne, al escuchar la conversación, reúne los suministros que Glenn y Maggie que obtuvieron y se dirige a la prisión. En Woodbury, mientras Glenn y Maggie están encerrados en habitaciones separadas para su posterior interrogatorio, Merle explica cómo mató a Michonne.

## Producción
Las voces de Sarah Wayne Callies, Emma Bell, Andrew Rothenberg y Jeryl Prescott pueden escucharse a lo largo de este episodio.

## Recepción

### Audiencia
Tras su emisión inicial el 18 de noviembre de 2012, "Hounded" fue visto por un estimado de 9.21 millones de espectadores, disminuyendo en aproximadamente un millón de espectadores del episodio anterior.

### Respuesta crítica
Zack Handlen, escribiendo para The A.V. Club, calificó el episodio como A & menos; en una escala de A a F De las múltiples líneas argumentales tejidas en este episodio, sintió que Rick era el más fuerte y Andrea era la más débil, pero también notó que Andrea se había vuelto "más interesante" con su confesión acerca de disfrutar de las peleas del episodio anterior.
Julio Vélez, de la página de internet de la revista de periodismo de cine Mexicana CinePremiere, otorgó al episodio 3 estrellas sobre 5 argumentando que la acción y ritmo del mismo habían disminuido bastante comparado con episodios anteriores: "La tensión ante el secuestro de Glenn y Maggie, y el adecuado suspenso en el que nos deja Michonne –con su recién descubierto truco del “olor a zombie”– frente a frente con Rick prometen ser la antesala a un episodio mucho más lleno de acción, donde espero que Holden haga honor a su personaje."